# 濃姫
濃姫（のうひめ / のひめ）は、戦国時代から安土桃山時代にかけての女性。通説では、美濃の戦国大名である斎藤道三の娘で、政略結婚で尾張の戦国大名の織田信長に嫁ぎ、信長の正室になったとされるが、後述するように名前や呼称は確かではない。ここでは便宜上、濃姫として記述する。お市の方の義理の姉でもある。

## 呼び名と人物比定
『信長公記』には、平手政秀の働きで政略結婚が成立して、美濃の道三の娘が尾張の戦国大名・織田信秀の嫡男（信長）に嫁いだと書かれているが、その名前は書かれておらず、濃姫という名前も登場しない。
広く知られた『絵本太閤記』や『武将感状記』で、濃姫（のひめ）として登場していることから、この名が有名になったが、これは濃州つまり美濃国の高貴な女、美濃からきた姫、美濃姫を省略して濃姫と呼んだ、と考えるのが正しく、本名ではない。
名前に言及している書籍はわずかであるが、江戸時代に成立した『美濃国諸旧記』では帰蝶/歸蝶（きちょう）であったとされ、同じく『武功夜話』では胡蝶（こちょう）であったとされる。帰蝶は胡蝶の誤読であるという説もある。木下聡は帰蝶の名は戦国時代の女性の名前にそぐわず、江戸時代の創作と推定している。
同じく『美濃国諸旧記』で、天文17年（1548年）に秀龍（道三）が稲葉山城を斎藤義龍に譲って出家して、（再び）道三と号して鷺山城に退き、翌年にこの城から古渡城の信長のもとに嫁いだために、鷺山殿（さぎやまどの）と呼ばれていたと書かれているが、これは当時の習慣に則したもので筋が通る。
信長の妻の称としては、お濃の方（おのうのかた）とも呼ばれるが、『絵本太閤記』等の通俗本の呼称である濃姫を元にするよりは、鷺山殿の称の方が由来は明確である。『美濃国諸旧記』では上総介信長の北の方（正室）となったとの記述もあるので、それに基づくと鷺山殿が信長の正室であったと考えることができる。
また後述するが、安土殿と呼ばれていた人物が濃姫と同一人物であるという最近の説もある。総見院で於鍋の方の隣に葬られた養華院が、信長の妻の1人として葬られていることは確かであるが、それを濃姫であると断定するまでにはまだ検討の余地がある。

## 生涯

### 生い立ち
濃姫は、斎藤道三の娘で、母は正室の小見の方。『美濃国諸旧記』では、小見の方は、東美濃随一の名家であったという明智氏の出身であり、濃姫は正室唯一の子であったとされる。『系図纂要』や『明智氏一族宮城家相伝系図書』によれば、小見の方は明智光継の娘、光綱の妹とされるので、明智光秀の叔母にあたることになり、濃姫と光秀は従兄妹の関係にあったはずだが、光秀の出自自体に不明な点が多く、諸説があって正確な続柄はよく分からない。
生年を記した書物は『美濃国諸旧記』しかなく、濃姫は天文4年（1535年）の生まれだとされる。道三が42歳の年である｡

### 一度目の婚姻説
斎藤道三は美濃守護・土岐頼芸の重臣だったが、頼芸は兄・頼武を追い落として家督を手に入れており、頼芸と道三は美濃復帰を目指す頼武の子・頼充とそれを支援する越前朝倉氏・近江六角氏の攻勢を防いでいた。両者の間で一旦は和睦が成立し頼充の帰国が実現していたが、天文12年（1543年）に道三が大桑城を攻めて頼充を美濃から追放したことで、争いが再発した。頼充は越前朝倉氏と尾張斯波氏・織田氏の支援を受け、一時は稲葉山城下を焼くほどの攻勢に出て（加納口の戦い）、天文15年（1546年）に頼芸・道三と頼充との間で和議が結ばれることとなった。
この時の和議の条件が、将来頼芸から頼充に家督を譲渡するという点と、道三の娘を頼充に嫁がせるというものであった。主筋の土岐家当主への輿入れであることから相応の身分が必要との推測から、この娘は道三の正室を母とする濃姫であった、とする説がある。この説に従えば、濃姫は数え12歳で、土岐頼充の正室となったことになる。
ところが天文16年（1547年）11月17日に頼充は24歳の若さで死去。前出の同一人物説では、濃姫はこの夫の死によって実家に戻ったと推測される。

### 信長との婚姻
天文17年（1548年）ごろ、信秀は美濃を攻めているが大敗を喫した。結果両者の間で和睦が結ばれることとなり、その中で道三の娘と信秀の嫡子・信長との婚姻が実現することとなった。『美濃国諸旧記』によれば、天文18年2月24日（1549年3月23日）に濃姫として知られる道三の娘は織田信長に嫁いだ。媒人は明智光安、濃姫の年齢は数えで15歳であったとされる。『信長公記』によれば、織田家臣の平手政秀の（個人的な）政治力で和睦と信長の縁組みがまとめられたという。『美濃国諸旧記』の記述をそのまま鵜呑みにすることはできないが、輿入れの時期は天文18年とみるのが妥当である。
『絵本太閤記』と『武将感状記』のよく知られた逸話に、結婚の1年後、濃姫が熟睡すると信長は毎夜寝所を出て暁に帰るという不審な行動を1か月も続け、浮気を疑う濃姫が尋ねると、信長は密計を図っていて、謀叛を起こす道三の2人の家老（堀田道空、春日丹後守）からの連絡を待っているのだと答えた。濃姫はついにその旨を父に知らせると、道三は信長の離間策にはまって、家老の裏切りを疑って殺害してしまったというものがある。ただし、この逸話に相当するような、道三が実際に家老を殺害した記録は存在しない。
天文22年（1553年）4月には、信長と道三が正徳寺で会見を行っているが、先年の婚儀以後、濃姫についての記載は『美濃国諸旧記』から途絶える。道三の遺言でも一言の言及もない。他方で、『勢州軍記』『総見記』には、信長の御台所である斎藤道三の娘が、若君（御子）に恵まれなかったので、側室生駒吉乃（類）が生んだ奇妙丸（信忠）を養子とし嫡男としたという記述がある。
斎藤家の菩提寺常在寺に父・道三の肖像を寄進した（時期不明）と寺伝にあるのを最後に、濃姫は歴史の記録から完全に姿を消した。また、近年の研究で、濃姫は慶長17年に78歳で死去した説があるが、定かではない。また、菩提寺も戒名も特定されていない。

## その後に関する諸説
濃姫の史料は極めて乏しく、実証が難しいために、その実像には謎が多く、確たることはほとんどわかっていない。2人の間には子ができなかったというのが通説であるが、信長の子供、特に女児の生母は不明の場合が多く、本当に子がいなかったかすら確かではない。上記のように史料価値があると考えられている『信長公記』には入輿について短い記述があるだけでその後は一切登場せず、その他の史書にも記載が少ないため、濃姫のその後については様々な推測がなされている。この節では諸説について多角的に説明するが、いずれも仮説や推論である。

### 死亡説
織田家の公式行事などを記した史料に濃姫に関することが登場していないのは、病気など何らかの理由で死んだためだと考える説である。
桑田忠親は、天文17年（1548年）、14歳で信長に嫁ぎ、正妻の座にあったが、初期の側室の生駒氏が弘治3年（1557年）に信長の嫡男・織田信忠を産む以前に、20歳くらいで病死したのではないかと推測している。

#### 早世説
寛永15年（1638年）頃に成立したとされる『 濃陽諸士伝記』によると、道三を殺した斎藤義龍が病没してその子・龍興の代になった頃、義龍に馬場殿という大変美しい娘がいて、信長から妾（側室）にしたいとの話があった。龍興が言うには、信長は道三の婿で馬場殿は信長の妻の姪となるので、「其妻死後に遣り難し」と述べ、ましてや妾などとしてくれてやるのはもってのほかで、土岐氏の嫡流である当家の名が廃ると言って拒否した。これを聞いた信長は、元来堪え性のない勇敢な人物だったので、憎々しい物言いだと怒って、稲葉山城に何度も攻め寄せて、永禄7年（1564年）8月下旬に落城させた。これに基づくと、濃姫が少なくとも28歳前後の永禄7年には既に亡くなっていて、信長の正室にも別の人物が収まっていたことになる。ただし、実際に稲葉山城が落城したのは永禄10年（1567年）のことであり、整合性には乏しい。

#### 戦死説

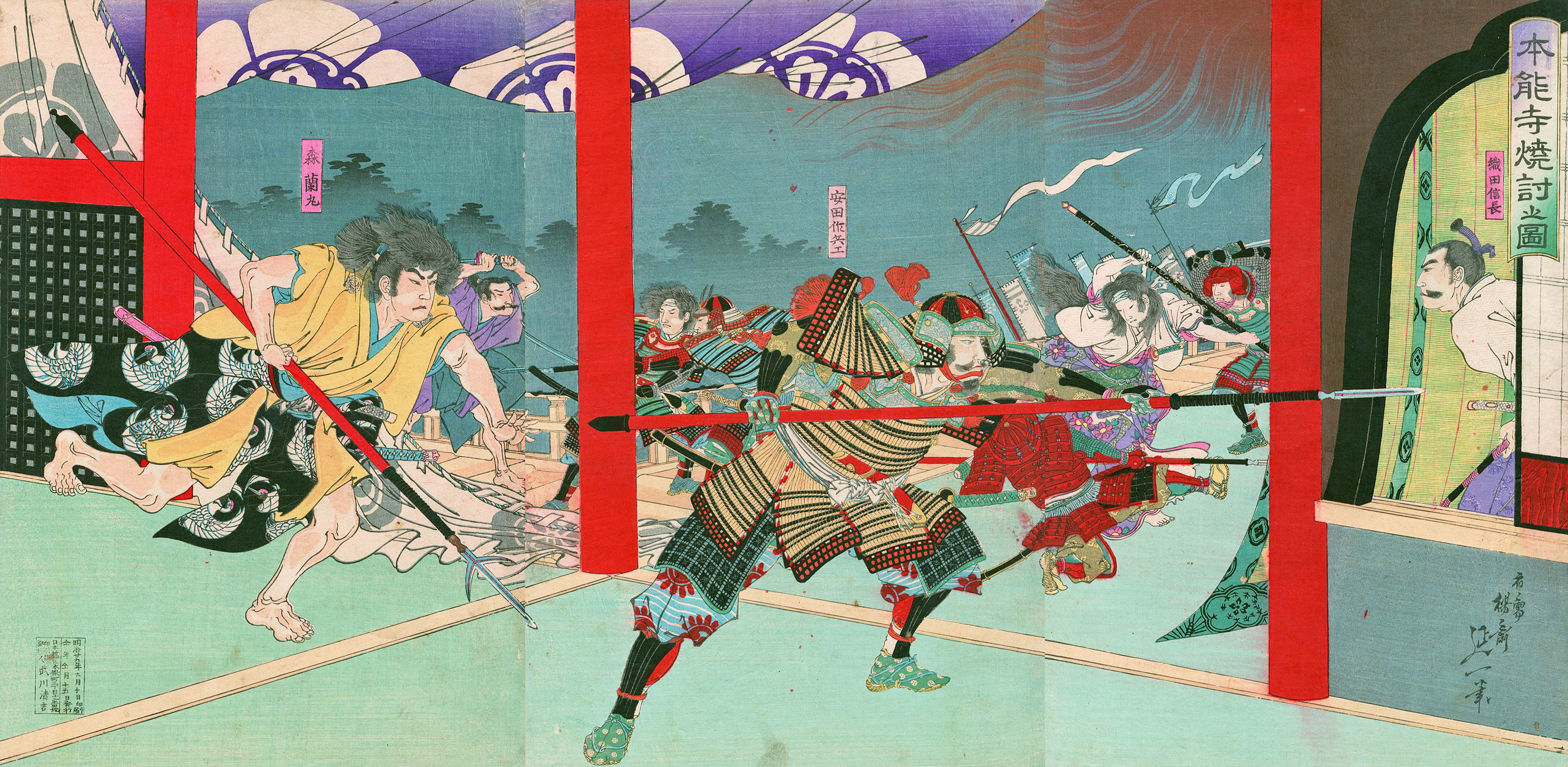
『本能寺焼討之図』（楊斎延一作）
『絵本太閤記』の場面を描いたもので、中央右奥、安田作兵衛の向こう側で長刀を振るう花柄の着物の人物は濃姫を描いたものである。

濃姫が本能寺の変の際に薙刀を振るって信長とともに敵兵と戦って戦死する場面がしばしば描かれてきたが、これは創作物における描写である。本能寺の変の際に濃姫が戦死したという話は、一度として史料で確認されたことはなく、いわゆる小説の世界での話であり、確かなものではなかった。
民間伝承としては、岐阜県岐阜市不動町には本能寺の変の際に信長の家臣の一人が濃姫の遺髪を携えて京から逃れて、この地に辿り着き埋葬したという濃姫遺髪塚（西野不動堂）がある。『美濃国諸旧記』によれば濃姫と信長は1歳違いなので、本能寺の変の時に亡くなった場合、享年48となる。

### 生存説
この説は、つまり濃姫がその後も生きていた痕跡を探して存在の可能性を示そうというものである。以下年代順に論じる。
同時代人の筆による史料では、信長が足利義昭を擁して上洛した後、『言継卿記』永禄12年（1569年）7月27日条に、斎藤義龍の後家を庇う信長本妻という記述があり、濃姫の生存だけでなく、依然正室の地位にあり、信長に意見を通せるだけの影響力を保持していたことが認められる。
また、『言継卿記』の同年の記に「姑に会いに行く信長」の記述も見られるが、これは濃姫の生母（小見の方）を指しているはずで、岡田正人は姑の存在は濃姫が生存していたがこそであると主張している。大村由己の『総見院殿追善記』にも、安土城から落ち延びた北の方の記述が見られる。
寛永年間に成立したとされる『氏郷記』には、安土城二の丸の留守居であった御番衆の蒲生賢秀が本能寺の変直後に安土城から日野城へ「信長公御台君達など」を避難させたという記述がある。この「御台」や「北の方」は濃姫のことを指していて、変の時には彼女らは安土城にいたと考えても特に矛盾はない。
元禄年間に書かれた『明智軍記』には、尾張平定後の饗膳の際に、信長内室が美濃討伐の命令を望む家臣達に感謝し、たくさんのアワビなどを振舞ったという記載がある。『明智軍記』は史実と異なる点や誇張・歪曲している点なども多くみられるが、少なくとも江戸時代には一般的に濃姫は信長の正室として存在したと認識されていて、道三亡き後に濃姫が離縁されたり、亡くなったというような話は、伝わっていなかったと推測できる。
享保年間に成立した『近江国輿地志』には、成菩提院の深砂王の書像の奇譚として、信長の「御台所」が宿泊して図らずも安産ができたとする記事が存在するが、この御台所が誰を指しているか、いつのことかなのかは記されていないので、濃姫だとは断定できない。『武功夜話』には、永禄8年（1565年）に信長の新居城である小牧山城に生駒殿のために「御台様御殿」が増築されたとされ、信忠、信雄、五徳、妹の須古女を伴って同御殿に入った生駒殿は翌年にそこで亡くなったので、奇譚についても、生駒殿（御台様）の安産を指している可能性もあるが、『武功夜話』の書かれた年代については疑義が持たれている。
大正期にまとめられた『妙心寺史』によれば、天正11年6月2日に信長公夫人主催で清見寺住持の月航玄津（妙心寺44世）が一周忌を執り行ったという当時の記録があるそうで、羽柴秀吉主催とは別の一周忌法会であるため、興雲院（於鍋の方）とは別人と推測され、他にも候補はいるものの、濃姫をさす可能性はあるとされる。
これらの生存説は、信長死後も濃姫は生存していたことを示しているように思われるという程度で確証に乏しかったが、近年では個人を特定しようという新説が登場した。

#### 安土殿説

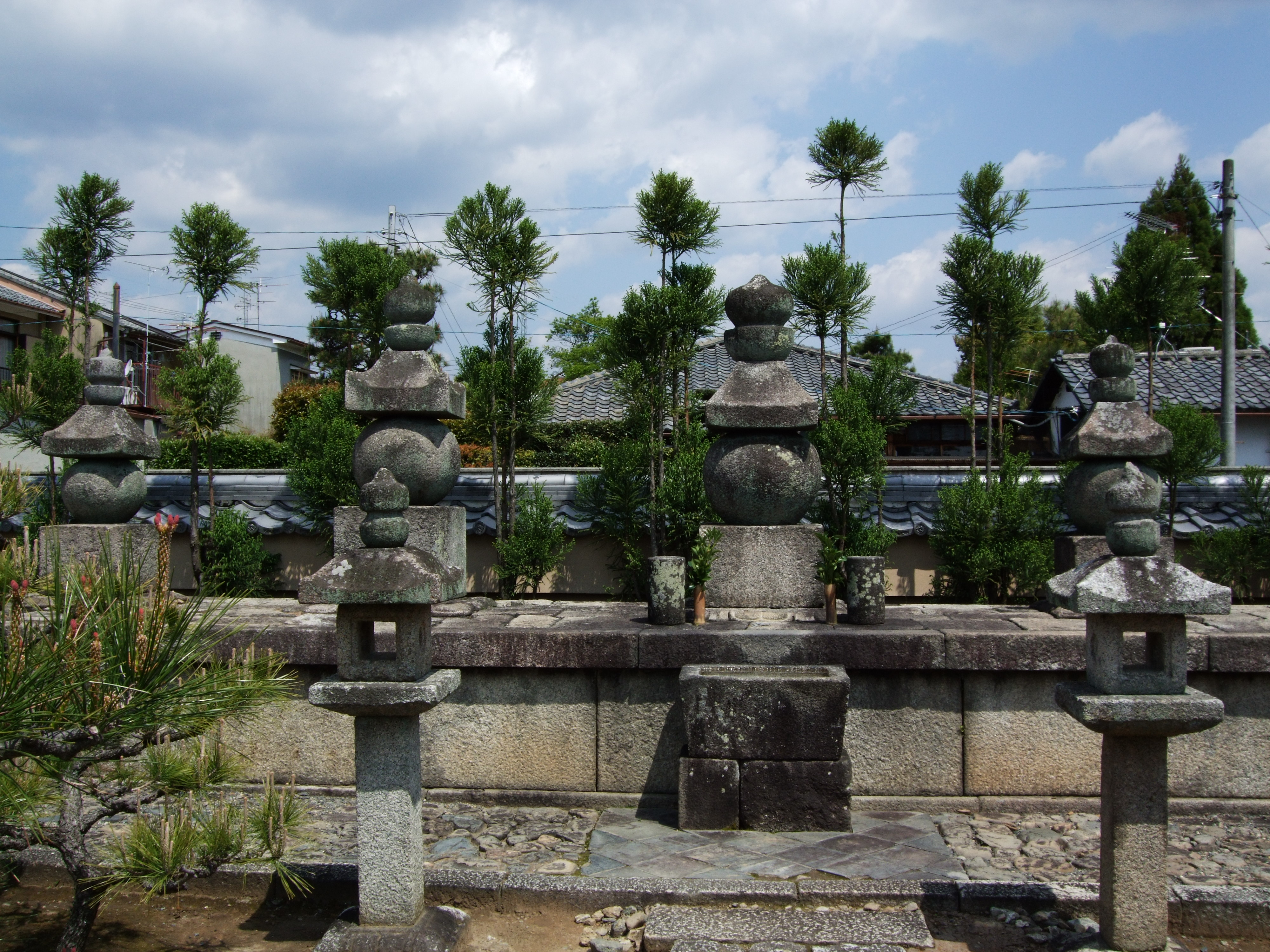
総見院・織田信長公供養塔。養華院は興雲院の隣で格式高く造られている。

信長の次男・織田信雄が天正15年（1587年）頃の家族や家臣団の構成をまとめた『織田信雄分限帳』に、あつち殿（安土殿）という女性が書かれているが、これが濃姫を指すという説がある。
記載によると、安土殿は600貫文の知行を与えられているが、女性としては御内様（信雄正室、北畠具教の娘）、岡崎殿（徳姫、信雄の実妹）に続く3番目に記載され、その次の大方殿様は信長生母・土田御前と推測され、5番目が小林殿（牧長清室、信長妹）となっていて、織田家における地位の高さがうかがえる。安土城の「安土」という土地を冠されていることから、その地と所縁の深いのはすなわち信長の妻で、それも正室にあたるのではないかと推測された。「安土殿」が濃姫だとすれば、この時点で生存していたことになる。
平成4年（1992年）、岡田正人は、調査によって鷺山殿の法名が安土摠見寺蔵『泰巌相公縁会名簿』に「養華院殿要津妙玄大姉 慶長十七年壬子七月九日 信長公御台」と記されていたと発表した。また京都の大徳寺総見院には「養華」と刻まれた五輪供養塔（卒塔婆）があると報じ、NHKの大河ドラマ『信長』内で、従来説を覆し、濃姫（鷺山殿）が慶長17年7月9日（1612年8月5日）まで78歳の天寿を全うしたと放送した。また岡田正人は養華院は濃姫であると主張し、於濃（濃姫）の墓所との地元伝承のある瑞龍寺墓所については玉泉院（前田利長室）の生母は別人であろうと推定した。これらが正しければ、濃姫は（織田氏の菩提寺である）大徳寺総見院に埋葬されている可能性がある。
上記の岡田正人の説に対して、永田恭教は養華院に関する大徳寺の記録は全て寵妾となっていることから、養華院は濃姫ではなく側室の一人であったと反論をしている。

## 関連作品
映画
- 織田信長（1940年、日活 演：宮城千賀子）
- 凸凹太閤記（1953年、大映 演：入江たか子）※役名はみのの方
- 紅顔の若武者 織田信長（1955年、東映 演：高千穂ひづる）
- 風雲児織田信長（1959年、東映 演：香川京子）
- 敵は本能寺にあり（1960年、松竹 演：嵯峨三智子）※役名はお濃
- 徳川家康（1965年、東映 演：宮園純子）
- 戦国自衛隊1549 （2005年、東宝 演：綾瀬はるか）
- 戦国BASARA-MOONLIGHT PARTY-Remix（2012年、日本出版販売 演：長澤奈央）
- 信長協奏曲（2014年、東宝 演：柴咲コウ）
- レジェンド&バタフライ（2023年、東映 演：綾瀬はるか）

テレビドラマ
- 太閤記（1965年、NHK大河ドラマ 演：稲野和子）※役名は濃（こい）
- 戦国艶物語（お市編）（1969年、朝日放送 演：白川由美）
- 青春太閤記 いまにみておれ!（1970年、日本テレビ 演：大谷直子）
- 国盗り物語（1973年、NHK大河ドラマ 演：松坂慶子）※役名は帰蝶→濃姫
- 徳川家康（1983年、NHK大河ドラマ 演：藤真利子）
- 太閤記（1987年、TBS 演：十朱幸代）
- 武田信玄（1988年、NHK大河ドラマ 演：麻生祐未）
- 徳川家康（1988年、TBS 演：佐久間良子）
- お市御寮人（1989年、日本テレビ 演：中田喜子）
- 織田信長（1989年、TBS 演：名取裕子）※役名はお濃
- 戦国乱世の暴れん坊 齋藤道三 怒涛の天下取り（1991年、テレビ朝日 演：藤谷美紀）
- 戦国最後の勝利者!徳川家康（1992年、テレビ朝日 演：佳那晃子）
- 信長 KING OF ZIPANGU（1992年、NHK大河ドラマ 演：菊池桃子）※役名は帰蝶
- 天下を獲った男 豊臣秀吉（1993年、TBS 演：かたせ梨乃）
- 織田信長（1994年、テレビ東京 演：涼風真世）
- 豊臣秀吉 天下を獲る!（1995年、テレビ東京 演：森口瑤子）
- 影武者織田信長（1996年、テレビ朝日 演：名取裕子）
- 徳川の女（1997年、テレビ東京 演：多岐川裕美）
- 織田信長 天下を取ったバカ（1998年、TBS 演：中谷美紀）
- 利家とまつ〜加賀百万石物語〜（2002年、NHK大河ドラマ 演：石堂夏央）
- 国盗り物語 （2005年、テレビ東京 演：菊川怜）
- 功名が辻（2006年、NHK大河ドラマ 演：和久井映見）※役名は帰蝶→濃
- 太閤記〜天下を獲った男・秀吉（2006年、テレビ朝日 演：吉本多香美）
- 濃姫（2012年、テレビ朝日 演：観月ありさ）
  - 濃姫II〜戦国の女たち （2013年、テレビ朝日 演：観月ありさ）
- 戦国BASARA MOONLIGHT PARTY （2012年、毎日放送 演：長澤奈央）
- 女信長 （2013年、フジテレビ 演：小雪）※役名は御濃
- 軍師官兵衛 （2014年、NHK大河ドラマ 演：内田有紀）
- 信長協奏曲 （2014年、フジテレビ 演：柴咲コウ）※役名は帰蝶
- 信長のシェフ（第2部）（2014年、テレビ朝日 演：斉藤由貴）
- 麒麟がくる（2020年、NHK大河ドラマ 演：川口春奈[注釈 27]）※役名は帰蝶
- 桶狭間 OKEHAZAMA〜織田信長〜（2021年、フジテレビ 演：広瀬すず[注釈 28]）

小説
- 中島道子『濃姫と熈子—信長の妻と光秀の妻』（河出書房新社、1992年8月）
- 倉本由布『濃姫夢紀行』（コバルト文庫、1995年11月）
- 藤原眞莉『帰る日まで』（コバルト文庫、1995年12月）
- 阿井景子『濃姫孤愁』（講談社文庫、1996年3月）
- 藤原眞莉『夢の痕―美濃姫異伝』（コバルト文庫、2001年3月）
- 桜田晋也『戦国武将の妻たち』（コスモ文庫、2002年1月）
- 勝見秀雄『宿曜師濃姫と信長』（東京新聞出版局、2002年4月）
- 岩井三四二『戦国女人十一話（帰蝶の項）』末国善己編（作品社、2005年10月）
- 富田源太郎『濃姫のひざまくら』（コスモ文庫、2007年7月）
- 阿部暁子『戦国恋歌―眠れる覇王』（コバルト文庫、2010年1月）
- 山本惠以子『濃姫春秋』（文芸社、2013年1月）
- 諸田玲子『帰蝶』（PHP研究所、2015年10月）
- 宮本昌孝『ドナ・ビボラの爪(上)(下)』（中央公論新社、2016年8月）
- 藤咲あゆな『戦国姫 —濃姫の物語—』（集英社みらい文庫、2016年9月）
- 篠綾子『岐山の蝶』（集英社文庫、2019年12月）

漫画
- 美内すずえ『虹の戦―美内すずえ傑作選5』（白泉社 花とゆめコミックス、1979年10月20日）
  - 上記の文庫版『虹の戦―美内すずえ傑作選6』（白泉社文庫、1997年3月）
- 田村由美『神話になった午後』（小学館 フラワーコミックス、1986年11月）
- 河村恵利『五徳春秋―時代ロマンシリーズ4』（秋田書店 プリンセスコミックス、1994年9月）
  - 再編『帷子の舞―信長の時代― 時代ロマン・セレクション3』（プリンセス・コミックスα、2012年4月16日）
- かやまゆみ『時をかけた少女たち4』（講談社コミックスフレンド、1999年6月）
- 里中満智子『戦国美濃の群像：濃姫・蘭丸・光秀…その生涯』岐阜県企画、2001年3月
  - 文庫化『時をかけた少女たち 戦国（室町）編』（講談社漫画文庫、2004年12月10日）
- 重野なおき『信長の忍び』（白泉社 ヤングアニマル、2008年 - ）
- 小坂まりこ『戦国ダンス STEP ON THE WARRIOR』（ぼくらのヤングジャンプ、2014年）
- 紺野あずれ『ノブナガ先生の幼な妻』（双葉社 月刊アクション、2017年11月）

ゲーム
- オンラインゲーム メイプルストーリー 濃姫（ノウヒメ）